# Бухтальское сельское поселение
Бухтальское се́льское поселе́ние — муниципальное образование в Нижнетавдинском районе Тюменской области Российской Федерации.
Административный центр — село Бухтал.

## История
Статус и границы сельского поселения установлены Законом Тюменской области от 5 ноября 2004 года № 263 «Об установлении границ муниципальных образований Тюменской области и наделении их статусом муниципального района, городского округа и сельского поселения».

## Население
| 2010  | 2011  | 2012  | 2013  | 2014  | 2015  | 2016  |
| ----- | ----- | ----- | ----- | ----- | ----- | ----- |
| 1350  | ↗1352 | ↘1324 | ↘1316 | ↗1323 | ↘1313 | ↘1297 |
| 2017  | 2018  | 2019  | 2020  | 2021  |       |       |
| ↘1270 | ↘1244 | ↘1196 | ↘1148 | ↗1739 |       |       |

## Состав сельского поселения
| № | Населённый пункт | Тип населённого пункта       | Население |
| - | ---------------- | ---------------------------- | --------- |
| 1 | Ахманы           | деревня                      | 104       |
| 2 | Бухтал           | село, административный центр | 747       |
| 3 | Казанка          | деревня                      | 100       |
| 4 | Новоказанка      | деревня                      | 22        |
| 5 | Новопокровка     | деревня                      | 361       |
| 6 | Новоуфимка       | деревня                      | 16        |